# Адамскі
Адамскі (англ. Adamski, справжнє ім'я Adam Paul Tinley; народився 4 грудня 1967 року) - британський музикант, музичний продюсер. 
Був популярний за часів розквіту в Британії стилю ейсід-хаус. Його найпопулярніші композиції - «N-R-G» (1990, 12 місце у Великій Британії) і «Killer» (1990, номер 1 у Великій Британії, багато в чому завдяки тому, що в ній в якості вокаліста брав участь Сіл). В кінці того ж 1990 року Адамскі ще раз увійшов в першу десятку у Великій Британії з синглом «The Space Jungle».